# Щербина, Борис Евдокимович
Бори́с Евдоки́мович Щерби́на (укр. Борис Євдокимович Щербина; 5 октября 1919, Дебальцево, Донецкая область — 22 августа 1990, Москва, РСФСР, СССР) — советский государственный и партийный деятель. Заместитель председателя Совета Министров СССР (1984—1989). Герой Социалистического Труда. Один из создателей нефтегазового комплекса в Западной Сибири. Руководил ликвидацией последствий аварии на Чернобыльской АЭС (1986) и землетрясения в Армянской ССР (1988).

## Биография
Родился 5 октября 1919 года в городе Дебальцево Донецкой области УССР в семье железнодорожника. Получил среднее образование и в 1937 году поступил в Харьковский институт инженеров железнодорожного транспорта. За успешную учёбу и активную общественную работу в 1939 году был отмечен почётной грамотой ЦК ЛКСМ Украины. В том же году вступил в партию.
Прервал учёбу, отправившись добровольцем на советско-финскую войну. Воевал в составе 316-го отдельного лыжного эскадрона. Институт окончил лишь в 1942 году.

### Партийная карьера
В годы Великой Отечественной войны занимался организацией войсковых железнодорожных перевозок.
В 1942 году был назначен секретарём Харьковского областного комитета комсомола. В период немецкой оккупации Харькова был переведён в аппарат ЦК ВЛКСМ. Сразу после освобождения города в 1943 году вернулся на работу в Харьковский областной комитет ВЛКСМ.
С 1944 года состоял на партийной работе. В 1948 году окончил Высшую партийную школу при ЦК ВКП(б). В 1950—1951 годах возглавлял Харьковский городской комитет КПСС.
В 1951 году был направлен на руководящую хозяйственную работу в Сибирь. Там под его руководством началось строительство Братской ГЭС (1954) и было закончено строительство Иркутской ГЭС (1958). Заложены города Ангарск и Шелехов, запущен в эксплуатацию Ангарский нефтехимический комбинат (1955).
В 1951—1955 годах Б. Е. Щербина занимал должность секретаря, а в 1955—1961 годах — второго секретаря Иркутского областного комитета КПСС.

В начале шестидесятых годов был переведён в Тюменскую область. В 1961—1973 годы работал первым секретарем Тюменского областного комитета КПСС. 
«К нам явился моложавый, обаятельный, здравомыслящий, одержимый духом новаторства лидер, от которого ожидали скорых и быстрых перемен», — пишет о нём профессор-историк Юрий Прибыльский. 
В этот период здесь начинается промышленная разведка и добыча нефти — было запущено первое нефтяное месторождение в Западной Сибири (Шаимское). За 12 лет его руководства регион стал главным нефте- и газодобывающим в СССР. Здесь выросли многотысячные города с социальной инфраструктурой. Здесь протянули линии электропередач и трубопроводов, проложили железную дорогу «Тюмень — Сургут», сеть аэропортов связала удалённые сибирские города со Свердловском, Уфой и другими центрами.
Член ЦК КПСС (1976—1990). Депутат Верховного Совета СССР VI—XI созывов. Депутат Верховного Совета РСФСР V созыва.

### В Совете Министров СССР
В 1973—1984 годах — министр строительства предприятий нефтяной и газовой промышленности СССР.
На этом посту внедрял высокоэффективные методы освоения нефти и газа, привлекал ученых к решению технологических проблем, возникающих при строительстве в условиях тайги, непроходимых болот, вечной мерзлоты. Протяжённость трубопроводов для экспорта нефти и газа увеличилась вдвое. При нём промыслы автоматизировались, их начали обслуживать вахтовым методом. Темпы обустройства нефтяных и газовых месторождений возросли многократно — это вывело СССР на первое место в мире по добыче углеводородов.
13 января 1984 года был назначен заместителем председателя Совета министров СССР и занимал эту должность до 7 июня 1989 года, когда членов правительства стал избирать Верховный Совет СССР, сформированный на первом Съезде народных депутатов СССР. Курировал деятельность Министерства нефтяной промышленности, Министерства газовой промышленности, Министерства энергетики, Министерства угольной промышленности, Министерства геологии, Госгортехнадзора и Госатомэнергонадзора.

#### Вклад в ликвидацию последствий аварии на Чернобыльской АЭС
В 1986 году возглавлял правительственную комиссию по ликвидации последствий аварии на Чернобыльской АЭС. 26 апреля 1986 года прилетел в Киев и сразу отправился в Припять. Принял решение об эвакуации города на следующий день, 27 апреля, с 10:00, спустя 32 часа после аварии. Затем по его приказу была также организована эвакуация жителей из 10- и 30-километровой зоны вокруг станции.
Комиссия решила и множество других задач — от тушения пожара на станции до сооружения укрытия над четвёртым энергоблоком, дезактивации территории, возобновления работы уцелевших энергоблоков и строительства нового городка энергетиков Славутич.
Считается, что командировки в зону ликвидации последствий аварии Чернобыльской АЭС подорвали его здоровье и сократили его жизнь.
На заседании Политбюро ЦК КПСС 3 июля 1986 года заявил об опасности реакторов РБМК и предложил «принять нелёгкое решение о прекращении строительства новых атомных станций с реакторами РБМК».

#### Землетрясение в Армении
В 1988 году возглавил комиссию по ликвидации последствий землетрясения в Армении, которая стала делом всего Советского Союза. Армейские части, добровольцы-строители из всех республик помогали жителям Спитака, Ленинакана и других пострадавших от стихии населённых пунктов (21 город и 350 сёл, из которых 58 были полностью разрушены) разбирать завалы и налаживать жизнь с нуля.
В этом землетрясении, равном по мощности подземных ударов 10 ядерным взрывам Хиросимы, 25 тысяч человек погибло, 140 тысяч стали инвалидами, а 514 тысяч человек лишились крова. Щербина привлёк и международных спасателей — из Чехословакии, Австрии, имевших специально обученных собак и тепловизоры для поиска живых людей под завалами. Всего помощь в ликвидации последствий землетрясения оказали 111 стран.
Щербина вызывал в штаб министров руководителей Госстроя, чтобы мобилизовать все ресурсы для спасения людей. Было организовано лечение пострадавших в больницах Москвы, Ленинграда, реабилитация и отдых в санаториях.
«Борис Щербина — настоящий герой, — говорил Вардкес Арцруни, в 1988 году председатель Госстроя Армянской ССР. — Оказывается, возглавляя правительственную делегацию чернобыльской аварии, он хлебнул там радиации. Здесь на второй день смотрю — он начинает кашлять, кашлять… Иммунитета нет — в холоде в этом, голоде заболел. Ну ему ничего не стоило вылететь в Москву… Он месяц сидел с нами рядом! С каждым днём чувствовал себя всё хуже и хуже, но не уезжал».

### Последние годы

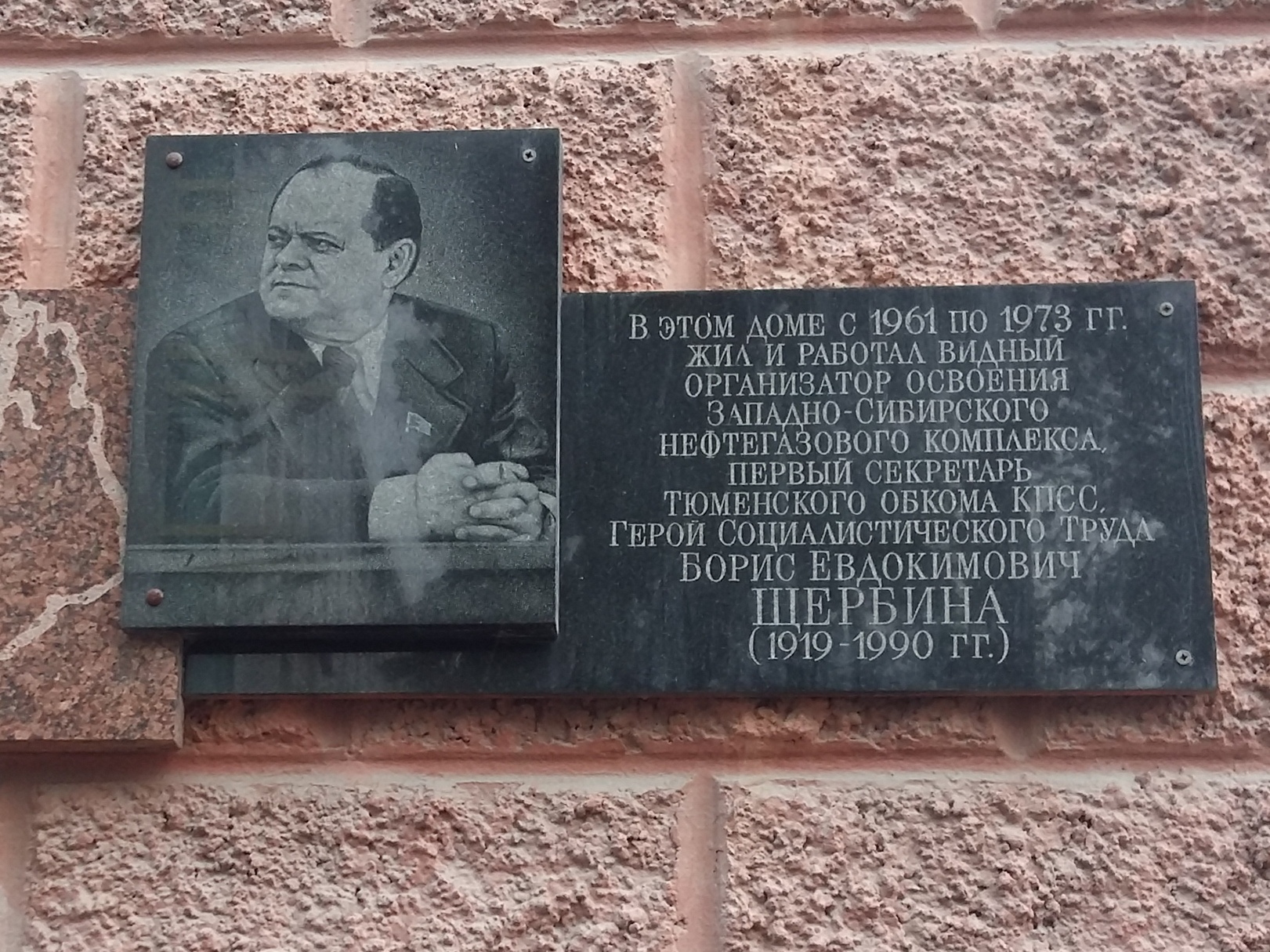
Памятная табличка на доме № 48 по улице Хохрякова в Тюмени

С июня 1989 года — персональный пенсионер союзного значения.
Летом 1990 года подал в Политбюро ЦК КПСС записку об обстановке в стране со следующими словами:
Сам по себе факт избрания Ельцина Председателем Верховного Совета РСФСР опасен последствиями в политике и экономике страны.<…> Ни политических, ни моральных качеств новоявленный руководитель Верховного Совета для такого поста, как известно, не имеет. И это не новость для ЦК и руководства партии.<…> Если группе Ельцина удастся полностью захватить Верховный Совет и Совмин республики, наступит тяжелейшая полоса в истории страны.
Скончался 22 августа 1990 года. Похоронен на Новодевичьем кладбище.

## Семья
- Жена — Раиса Павловна Щербина (урожд. Мисюра; 1918–1987).
  - Сын — Юрий (1941—2014), военный, полковник. Его жена — Людмила Васильевна Щербина, журналист[14][15].
    - Внук — Борис
      - Правнук — Борис Борисович Щербина[16], дизайнер одежды

Брат — Константин (1917—1944). Погиб на фронте в Великую Отечественную войну, освобождая Кривой Рог.

## Памятники и почётные звания

Памятник Борису Щербине в Тюмени

Почётный житель города Дебальцево (посмертно). На сессии городского совета, состоявшейся 23 октября 2009 года, депутаты единогласно присвоили Борису Щербине звание Почётного жителя города Дебальцево.
На главной улице Тюмени — улице Республики — в сквере имени Немцова 26 ноября 2004 года был установлен бюст Б. Е. Щербины. В честь Бориса Щербины названа одна из улиц г. Тюмени — бульвар Бориса Щербины (р-н Войновка)
В Ханты-Мансийске речной вокзал расположен на улице, названной в честь Бориса Щербины.
В городе Гюмри (бывший Ленинакан), республика Армения, установлен памятник, именем Б. Е. Щербины названа одна из улиц города.
В 2010 году авиакомпания ЮТэйр присвоила имя Бориса Щербины самолёту Ту-154М бортовой номер RA-85788. Позже самолёт был выведен из эксплуатации. В 2014 году имя Бориса Щербины получил самолёт Boeing 737-800 Авиакомпании ЮТэйр с бортовым номером VQ-BQQ.

## Киновоплощения
- В фильме «Контракт века» (1985) роль Щербины сыграл Алексей Преснецов. В этом фильме также есть документальные кадры выступления Бориса Щербины.
- В сериале «Чернобыль» (2019) роль Щербины сыграл Стеллан Скарсгард.
- В сериале «Чернобыль» (2022) роль Щербины сыграл Владимир Юматов.
- В сериале BBC Surviving Disaster (2006), в серии «Чернобыль»  роль Щербины сыграл  Вернон Добчефф

## В культуре
- В дополнении к игре Crisis in the Kremlin (2017), посвящённом аварии на Чернобыльской АЭС, Борис Щербина возглавляет Правительственную комиссию и по поручению Михаила Горбачёва проводит Первомайскую демонстрацию в Киеве, если это откажется сделать Владимир Щербицкий[18].

## Награды
- Герой Социалистического Труда (06.10.1983)
- четыре ордена Ленина (03.10.1969; 13.12.1972; 04.10.1979; 06.10.1983)
- орден Октябрьской Революции (25.10.1971)
- два ордена Трудового Красного Знамени (11.01.1957; 22.03.1966)
- медали
- Почётный гражданин Гюмри (2003)
- Почётный гражданин Дебальцево (2009)